# Georg Nyblom

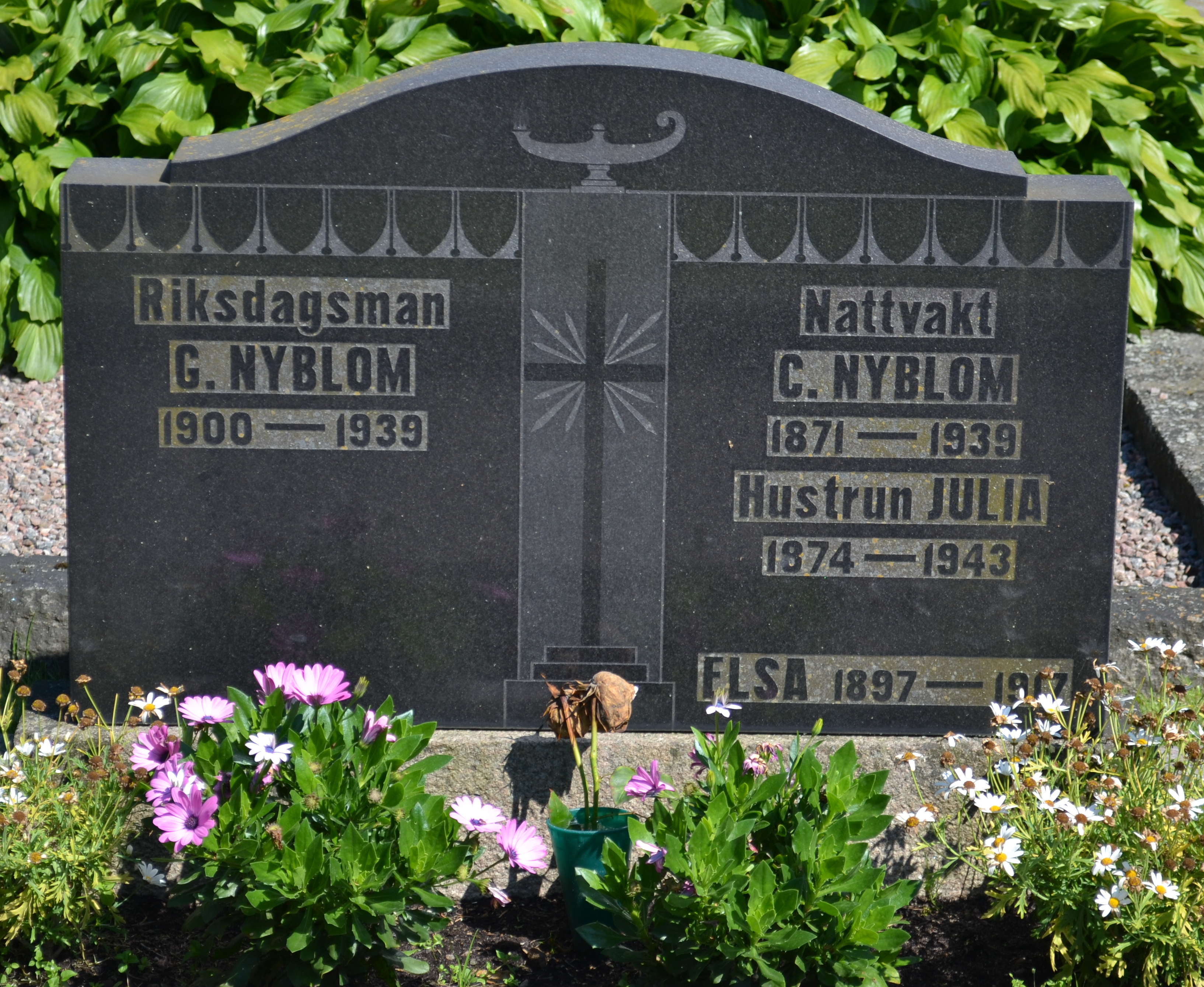
Georg Nybloms grav på S:t Jörgens kyrkogård i Varberg.

Carl Georg Alarik Nyblom (i riksdagen kallad Nyblom i Hudiksvall), född 7 juni 1900 i Varberg, död 15 november 1939 i Hudiksvall, var en svensk redaktör och riksdagspolitiker (bondeförbundet).
Nyblom avlade realskolexamen i Varberg 1916, var korrespondent hos Svenska Cykelfabriken i Varberg 1917–1921, medarbetare i Norra Hallands Tidning Vestkusten i Varberg 1921–1922, redaktionssekreterare i Hudiksvalls-Tidningen 1922–1926 och därefter redaktör för samma tidning. Han var ledamot av riksdagens andra kammare från 1933, invald i Gävleborgs läns valkrets. Han var ledamot av rundradioutredningen 1933–1934 och av extralärarsakkunnige 1934.
Nyblom var son till soldaten, senare nattvakten Carl Nyblom och Julia, ogift Johansdotter.
 Han var sedan 1922 gift med Gunnel Nyblom.